# Restes prehistòriques de Son Verí de Dalt
Les restes prehistòriques de Son Verí de Dalt és un jaciment arqueològic prehistòric situat a la possessió de Son Verí de Dalt, al lloc anomenat sa Pleta des Tren, al municipi de Llucmajor, Mallorca.
S'hi troben tres grups d'estructures: un d'ells està situat a la part elevada del terreny i en destaca una planta rectangular d'una construcció molt arrasada; al sud-oest de l'anterior hi ha un altre grup en el qual s'observen dues plantes de navetes d'habitació, a les que hi ha adossades altres estructures no identificables; al tercer grup hi ha les restes del doble parament d'una naveta d'habitació, de 0,5 m d'alçària, i les restes molt arrasades d'una altra probable naveta.